# Teo Hinrichs
Teo Hinrichs (* 17. September 1999) ist ein deutscher Hockeyspieler, der 2023 Weltmeister und 2024 Olympiazweiter wurde.

## Sportliche Karriere
Teo Hinrichs spielt beim Mannheimer HC. 2017 war er deutscher Meister im Feldhockey, 2022 im Hallenhockey. Seit dem Wintersemester 2018/19 erhält der Student der Betriebswirtschaft an der Universität Mannheim ein Leistungssport-Stipendium.
Von 2015 bis 2019 nahm er an 50 Länderspielen in den verschiedenen Altersklassen im Junioren-Bereich teil. Seine größten Erfolge waren der erste Platz bei der U18-Europameisterschaft 2016 und der erste Platz bei der U21-Europameisterschaft 2019.
Am 12. Januar 2018 debütierte Hinrichs in der Nationalmannschaft im Rahmen der Hallenhockey-Europameisterschaft. Hinrichs wirkte in vier Spielen mit. Die deutsche Mannschaft gewann die Bronzemedaille. Sein erstes Länderspiel im Feldhockey bestritt Hinrichs am 18. Mai 2018 gegen Irland. 2021 gehörte Hinrichs zum Kader bei der Europameisterschaft in Amstelveen, bei der die deutsche Mannschaft den zweiten Platz belegte. Hinrichs wurde aber nicht eingesetzt.
Bei der Weltmeisterschaft 2023 in Bhubaneswar wurde er in allen sieben Spielen eingesetzt. Nach dem Halbfinalerfolg gegen die Australier trafen die Deutschen im Endspiel auf die belgische Mannschaft, gegen die die Deutschen bereits in der Vorrunde unentschieden gespielt hatten. Auch das Finale endete unentschieden und die deutsche Mannschaft siegte im Shootout. Bei den Olympischen Spielen 2024 in Paris gewann die deutsche Mannschaft ihre Vorrundengruppe vor den Niederländern, die im direkten Vergleich mit 1:0 bezwungen wurden. Mit einem 3:2 gegen die Argentinier und einem 3:2 im Halbfinale gegen die Inder erreichten die Deutschen das Finale gegen die Niederländer. Nach der regulären Spielzeit stand es 1:1 und dann unterlagen die Deutschen im Shootout. und musste sich mit der Silbermedaille zufriedengeben. Für den Gewinn dieser Medaille wurde er am 4. November 2024 mit dem Silbernen Lorbeerblatt vom Bundespräsidenten ausgezeichnet.
Bis 16. August 2024 wirkte Hinrichs in 75 Länderspielen mit, davon vier in der Halle.